# Lago Mayor
Lago Mayor är en sjö i Spanien.   Den ligger i provinsen Província de Lleida och regionen Katalonien, i den nordöstra delen av landet, 500 km nordost om huvudstaden Madrid. Lago Mayor ligger 2 633 meter över havet.  Trakten runt Lago Mayor består i huvudsak av gräsmarker.